# Cappella della Villa Serristori
La cappella della Villa Serristori è un edificio che si trova in località Donoratico a Castagneto Carducci.

## Storia e descrizione
Sul retro della villa sorge una cappella ad aula con pianta a sviluppo longitudinale. La villa, costruita nel 1660, subì alcune modifiche intorno alla fine del XIX secolo tra cui il rifacimento della cappella, che era stata ideata nel 1830. L'attuale chiesa presenta una facciata atipica, in cui gli elementi neoclassici si fondono con un più sciolto linguaggio di matrice settecentesca. Il frontone semicircolare del tipo spezzato poggia su un architrave sostenuta simmetricamente nelle parti laterali da un doppio ordine di paraste. Nell'asse mediana, sopra il timpano, un oculo cieco conserva tracce di pitture murali.